# Kanton Vitry-le-François-Est
Kanton Vitry-le-François-Est (fr. Canton de Vitry-le-François-Est) byl francouzský kanton v departementu Marne v regionu Champagne-Ardenne. Tvořilo ho 16 obcí. Zrušen byl po reformě kantonů 2014.

## Obce kantonu
- Ablancourt
- Aulnay-l'Aître
- Bignicourt-sur-Marne
- La Chaussée-sur-Marne
- Couvrot
- Frignicourt
- Lisse-en-Champagne
- Luxémont-et-Villotte
- Marolles
- Merlaut
- Saint-Amand-sur-Fion
- Saint-Lumier-en-Champagne
- Saint-Quentin-les-Marais
- Soulanges
- Vitry-en-Perthois
- Vitry-le-François (východní část)